# Euselasia eurysthenes
Euselasia eurysthenes är en fjärilsart som beskrevs av William Chapman Hewitson 1872. Euselasia eurysthenes ingår i släktet Euselasia och familjen Riodinidae. Inga underarter finns listade i Catalogue of Life.